# Seillans
Seillans är en kommun i departementet Var i regionen Provence-Alpes-Côte d'Azur i sydöstra Frankrike. Kommunen ligger i kantonen Fayence som tillhör arrondissementet Draguignan. År 2022 hade Seillans 2 852 invånare.

## Befolkningsutveckling
Antalet invånare i kommunen Seillans
| Referens: INSEE |